# Sony Xperia XZ2
Il Sony Xperia XZ2 è uno smartphone dotato del sistema Android nella sua versione 8.0 Oreo, prodotto e commercializzato dall'azienda giapponese Sony. Sostituto del Sony Xperia XZ1 e facente parte della serie Xperia X, il dispositivo è stato annunciato al pubblico insieme all'Xperia XZ2 Compact (versione con display compatto dalla caratteristiche simili) in occasione di una conferenza stampa tenutasi nell'annuale manifestazione Mobile World Congress il 26 febbraio 2018. Vi sono presenti inoltre Qi ricarica wireless e registrazione HDR 4K, ma non vi è il Jack per le cuffie da 3,5 mm. Secondo alcune recensione della critica e stampa di settore, è stato lodato per l'autonomia della batteria.